# John Armitt

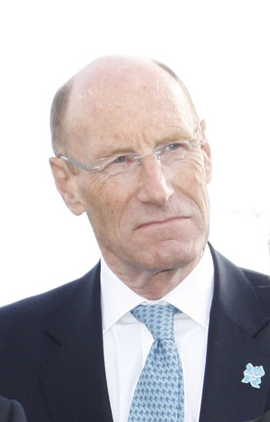
John Armitt (2010)

Sir John Alexander Armitt (* 2. Februar 1946 in Nord-London) ist ein britischer Bauingenieur und Manager.
Armitt studierte Bauingenieurwesen am Portsmouth College of Technology mit dem Abschluss 1966. Außerdem hat er einen Master-Abschluss der London Business School. Nach dem Studium war er beim Bauunternehmen John Laing (heute Laing O’Rourke), wo er 1976 International Project Manager wurde. 1987 beaufsichtigte er den Bau des Kernkraftwerks Sizewell B und er stand dem englisch-französischen Konsortium vor, dass die Severn Bridge baute. 1993 wurde er CEO von Union Railways, der Tochtergesellschaft von British Rail die den High Speed 1 baute. Von 1997 bis 2001 war er CEO des Bauunternehmens Costain Group und sanierte dieses, und ab 2001 war er CEO von Railtrack und dessen Nachfolger Network Rail.
Er ist vor allem bekannt als Vorsitzender der Olympic Delivery Authority (ODA) ab 2007 als Nachfolger von Jack Lemley, die für die Planung und Bauüberwachung für die Olympischen Spiele 2012 in London zuständig war. 2014 wurde die ODA aufgelöst (nachdem noch das olympische Dorf in neue Wohnungen umgewandelt wurde).
2012 wurde er Mitglied der Flughafenkommission. Er ist stellvertretender Vorsitzender der Berkeley Group, Vorsitzender des Rats des City and Guilds of London Institute und Mitglied im Rat von Transport for London. 2007 bis 2012 stand er dem Engineering and Physical Sciences Research Council vor. 2013 wurde er Vorsitzender von National Express Group.
Er ist Fellow der Royal Academy of Engineering und des Institution of Civil Engineers, deren Präsident er 2015/16 war. 1997 wurde er CBE und 2012 wurde er geadelt.
Armitt ist geschieden und hat zwei Kinder.